# Arawak Sound System
Arawak Sound System, ou simplement Arawak, est un groupe français de reggae, originaire de la Guadeloupe. Formé en 1999, Arawak Sound System est composé de Jay'wee (MC, selecta), Krazy (MC, selecta), Lowran B (selecta), Shall, Nadelle, et Wagner B.

## Histoire

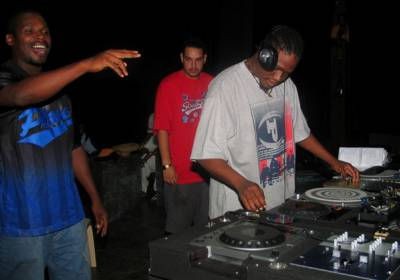
Jay'wee, Wagner B, et Lowran B lors d'un sound clash en Martinique.

Arawak Sound System se forme en 1999, avec la rencontre de Lowran B et Jimmy Warria, deux passionnés de reggae. Le nom du groupe fait référence aux Arawaks, en hommage aux premiers habitants de la Caraïbe. Ils sont rejoints en 2000 par Jay'wee puis Krazy et commencent à enregistrer des dubplates d’artistes locaux.
En 2003, Jimmy Warria quitte le groupe. Cette même année Arawak est contacté par Teddy du Karukera Sound System pour participer au championnat de Guadeloupe des sounds systems, organisé en partenariat avec Maffé, lui-même promoteur du championnat de France. Le vainqueur de ce championnat régional serait appelé à représenter la Guadeloupe à Paris. Ce clash, disputé à l'ancien cinéma de Vernou, est remporté par Arawak à l'issue d'un Dub-Fi-Dub face à DJ After. À Paris et pour sa première participation, Arawak perd en finale contre Blackwarell.
Les membres du groupe décident alors de se représenter en 2004 et terminent une nouvelle fois à la seconde place, derrière les Caennais de 220 Sound. Cette année est également marquée par les arrivées de Nadelle, Shall et Wagner B, ainsi que par la sortie de la mixtape Ti Moun Ghetto 1. En 2005, pour sa troisième participation, Arawak décroche le titre de champion de France de sound system face à Junior Sound[réf. nécessaire]. L'année 2008 voit l’arrivée de deux nouveaux membres, Francky et King Kelly. Arawak devient une association gérée administrativement par ce nouveau renfort.
La volonté de réunir les artistes côtoyés au cours de ces 10 dernières années est à l'origine du nom de l'album Arawakonnexxion[réf. nécessaire], sorti en 2009. Chaque artiste se voit proposer un riddim correspondant à ses aptitudes musicales, lui permettant ainsi de mettre en avant ses inspirations. Sur cet album de 18 titres se mêlent aux artistes connus, des artistes qui le sont moins[réf. souhaitée]. Arawakonexxion contient à la fois du reggae, du dancehall, du rap mais aussi du RnB.
En 2009, ils sortent plusieurs mégamixes,. Beaucoup plus tard, en 2020, le groupe sort sa mixtape Ghetto Party Mixtape.

## Discographie

### Albums studio
- 2009 : Arawakonnexxion

### Mixtapes
- 2004 : Ti Moun Ghetto
- 2005 : The Big Champion
- 2006 : Reyel Champion Soti Gwada
- 2007 : Ti Moun Ghetto 2
- 2009 : Alchimix, Mixtape officielle de Benz'n
- 2010 : Blaze The Fire, Mixtape officielle de Tony C
- 2012 : sael@arawaksound.com, Mixtape officielle de Saël
- 2015 : Ghetto Business
- 2020 : Ghetto Party

### Clips
- 2006 : Saïk et SamX - Détermination kamikaze
- 2007 : Admiral T - Ti Moun Ghetto
- 2009 : Benz'n - Alchimix Medley
- 2009 : Benz'n - Love Is Not Enough
- 2010 : Tony C - Blaze The Fire MegaMixx
- 2011 : Saël - La Route
- 2011 : Saël - Family Favela (feat. Admiral T, Brasco, Mali, Negus, Daly, Kaf Malbar et Krazy)
- 2012 : Saël - Vini Woman (feat. Krazy et Lil Drick)
- 2012 : Saël - If Loving You Is a Crime
- 2015 : Ghetto Business Medley (feat. Jahyanai King, Tyga, Mavado, Pompis et MC Duc)
- 2016 : Tony C feat. Admiral T - Play Again
- 2016 : Bilix - Just Love
- 2017 : Bilix - Baby Boo

## Distinctions
- Champion de Guadeloupe des sounds systems (2003)
- Vice-champion de France des sounds systems (2003 et 2004)[6]
- Champion de France des sounds systems (2005)